# Ceratina arizonensis
Ceratina arizonensis är en biart som beskrevs av Cockerell 1898. Den ingår i släktet märgbin och familjen långtungebin. Inga underarter finns listade i Catalogue of Life. Arten förekommer i västra Nordamerika.

## Beskrivning
Som alla bin i släktet är arten ett litet bi, under 8 mm långt. Grundfärgen på huvud och mellankropp är svart; hos  honan är även bakkroppen svart, medan den hos hanen är mörkt rödbrun. Antennerna är gråbruna, liksom honans munsköld (clypeus) och käkspetsar. Benen är brunaktiga hos honan, svarta hos hanen. Ännu en könsdimorfism utgör hanens elfenbensvita markeringar på ansiktet (munsköld, överläpp [labrum] och området mellan ögonen, upp till antennbaserna). Den glesa kroppsbehåringen är blekgul hos honan, nästan vit hos hanen.

## Utbredning
Utbredningsområdet sträcker sig från västra USA (Midwayöarna, Hawaii och Kalifornien) till Idaho i nordöst, Texas i sydöst, Mexiko i Baja California, Jalisco, Michoacán de Ocampo, Hidalgo, Puebla och Quintana Roo. Åtminstone förekomsten på Hawaii är följden av en oavsiktlig introduktion.

## Ekologi
Artens huvudområde är Kaliforniens ek- och sekvojaskogar. Den kan även påträffas i stäpplandskap och chaparral. Som alla märgbin bygger arten sina larvbon som gångar i märgen på olika växter som Artemisia californica (en buske i malörtssläktet), kreosotbuske och ambrosior.
Ceratina arizonensis är en solitär (icke-social) art. Den är polylektisk, den flyger till blommande växter från många olika familjer, som korgblommiga växter, strävbladiga växter, kransblommiga växter, gyckelblomsväxter, törelväxter, dunörtsväxter, vallmoväxter, blågullsväxter, slideväxter, brakvedsväxter och flenörtsväxter.